# Changbaiite
La changbaiite è un minerale.